# Panyingkiran (Ciamis)
Panyingkiran is een bestuurslaag in het regentschap Ciamis van de provincie West-Java, Indonesië. Panyingkiran telt 5185 inwoners (volkstelling 2010).